# جوایز کلیو
جوایز کلیو (که به سادگی به عنوان کلیوس نیز شناخته می‌شود) یک برنامه جایزه سالانه است که نوآوری و برتری خلاقانه در تبلیغات ،طراحی و ارتباطات را به رسمیت می شناسد، جوایز کلیو توسط یک هیئت بین‌المللی از متخصصان تبلیغات داوری می‌شود. مجله تایم ، در سال ۱۹۹۱، این رویداد را به عنوان شناخته شده‌ترین جوایز تبلیغاتی بین‌المللی در جهان توصیف کرد.
کلیوس دارای چندین برنامه جوایز در کنار جوایز بزرگتر کلیو است که تلاش‌های بازاریابی خلاقانه در صنایع خاص را به رسمیت می‌شناسد: کلیو کانابیس ،  کلیو سرگرمی ،  کلیو مد و زیبایی، کلیو سلامت، کلیو موزیک، کلیو در هنر معاصر و کلیو ورزشی.

## تاریخ
این جوایز که توسط والاس ای. راس در سال ۱۹۵۹ تأسیس شد، به نام الهه یونانی کلیو، الهه اساطیری معروف به «اعلام‌کننده، تجلیل‌کننده و ستایش‌کننده تاریخ، اعمال و دستاوردهای بزرگ» نامگذاری شده است. 